# Ectocarpales
Die Ectocarpales sind eine Gruppe der Braunalgen (Phaeophyta). Es ist mit rund 670 Arten das artenreichste Taxon der Braunalgen, ein bekannter und weit verbreiteter Vertreter ist z. B. Ectocarpus.

## Merkmale
Sporophyt und Gametophyt sind äußerlich gleich. Man spricht vom isomorphen Generationswechsel. Bei manchen Arten ist er schwach heteromorph. Da der Generationswechsel den haploiden Gametophyten und den diploiden Sporophyten umfasst, also verschiedene Kernphasen, ist der Generationswechsel auch heterophasisch.
Pro Zelle besitzen sie einen oder mehrere Chloroplasten mit Pyrenoid.

### Gametophyt
Der haploide Gametophyt ist meist ein büschelig verzweigter Fadenthallus. Seitlich oder an den Fadenenden werden die Geschlechtsorgane, die Gametangien gebildet. Diese sind vielzellig (pluriloculär), wobei nicht jede Zelle Gameten bildet. Damit die Gameten frei werden, lösen sich die inneren Wände des Gametangiums auf und die Gameten treten an der Spitze des Gametangiums ins Freie. Die Gameten sind morphologisch gleichgestaltet. Bei vielen Arten von Ectocarpus besteht aber eine physiologische Anisogamie: manche Gameten, die als weiblich bzw. ‚−‘-Gameten definiert werden, kommen rasch zur Ruhe, werfen ihre Geißeln ab und locken mittels des Lockstoffs Ectocarpen die männlichen ‚+‘-Gameten an.

### Sporophyt
Nach der Befruchtung entwickelt sich aus der Zygote ohne Ruhestadium der Sporophyt. Diese ist oft etwas weniger verzweigt und etwas derber als der Gametophyt. Der Sporophyt bildet viele eiförmige, einzellige (uniloculäre) sogenannte Sporocysten. In ihnen bilden sich nach einer Meiose viele Meiozoosporen, begeißelte Meiosporen, die sich nach ihrem Freiwerden zu neuen Gametophyten entwickeln. Die Geschlechtsbestimmung erfolgt haplogenotypisch.

### Abweichungen
Vom oben beschriebenen isomorphen, heterophasischen Generationswechsel gibt es bei zahlreichen Arten Abweichungen. Manche Arten verzichten auf Sexualität. Bei anderen Arten kann eine Generation unmittelbar sich selbst erzeugen.

## Verbreitung
Die Vertreter der Ordnung wachsen wie die allermeisten Braunalgen festgewachsen im Meer. Manche Vertreter wie manche Ectocarpus- und Pylaiella-Arten wachsen epiphytisch auf größeren Braunalgen, wobei Gametophyt und Sporophyt häufig auf unterschiedliche Substratpflanzen spezialisiert sind.

## Systematik
Das Taxon der Ectocarpales wurde 1907 von C.E.Bessey aufgestellt (in: A synopsis of plant phyla. Nebraska University Studies 7, S. 275–373). Sie wird derzeit in 7 Familien mit etwa 150 Gattungen und etwa 695 Arten untergliedert (nach AlgaeBASE 2014).

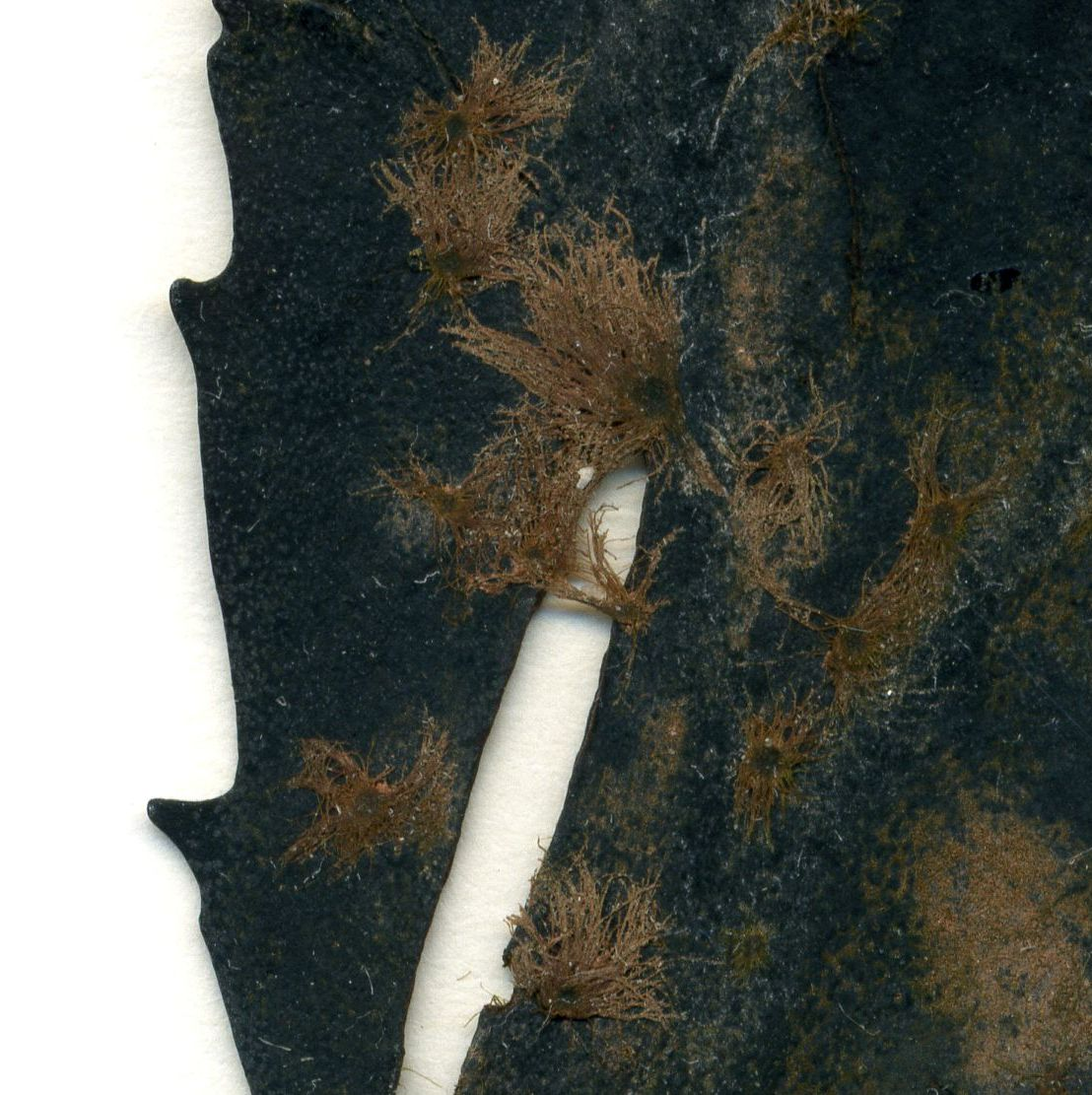
Elachista fucicola, Chordariaceae (epiphytisch auf Fucus serratus)

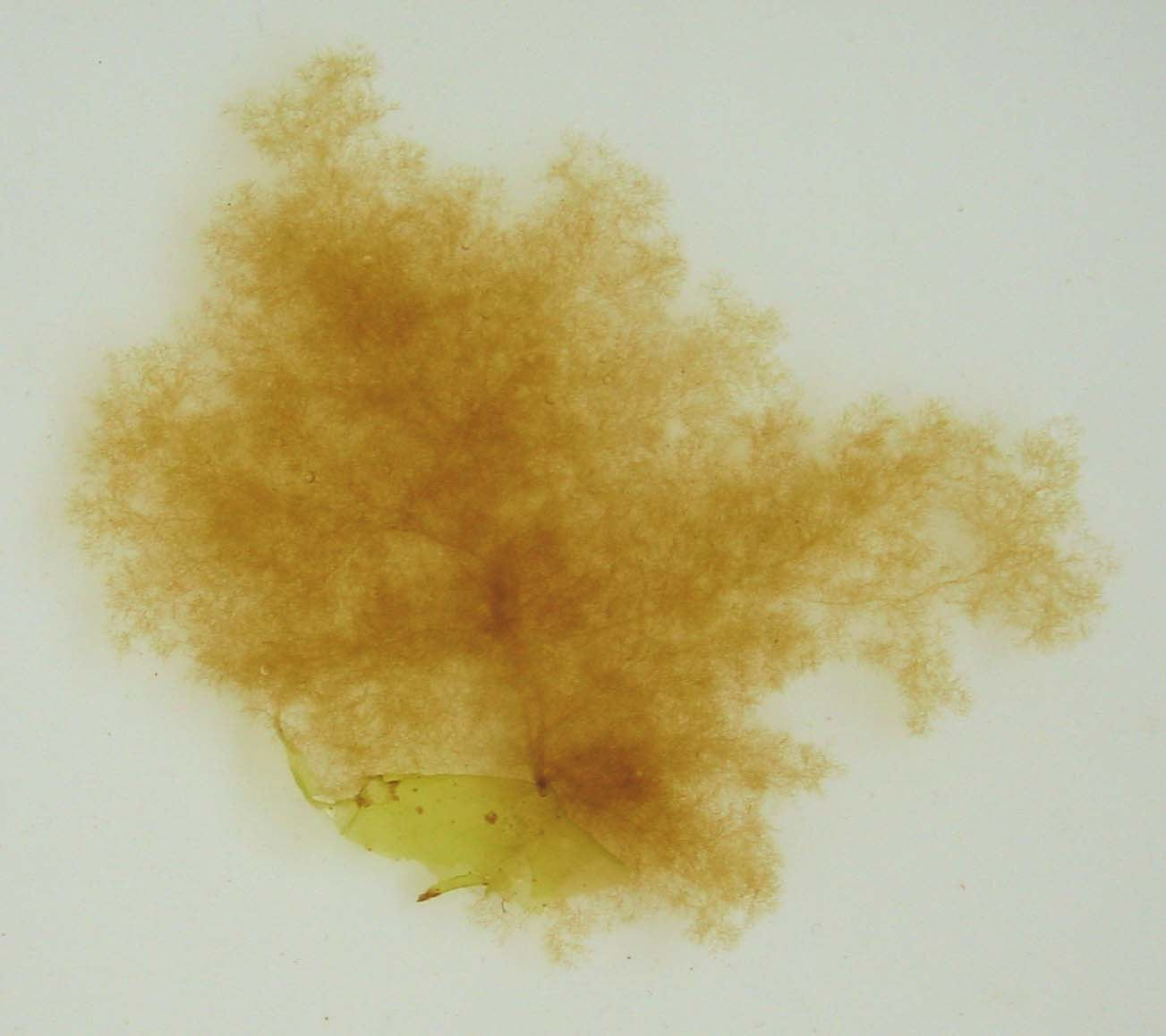
Ectocarpus siliculosus, Ectocarpaceae

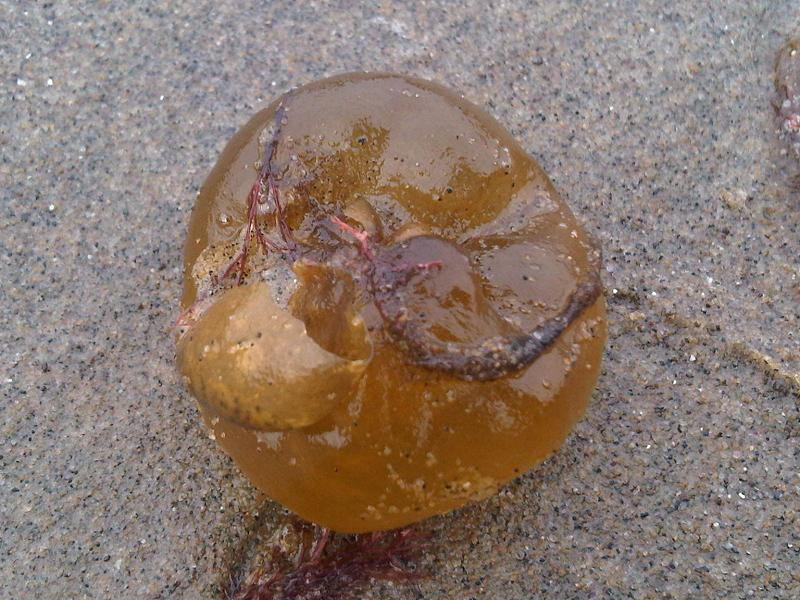
Colpomenia peregrina, Scytosiphonaceae

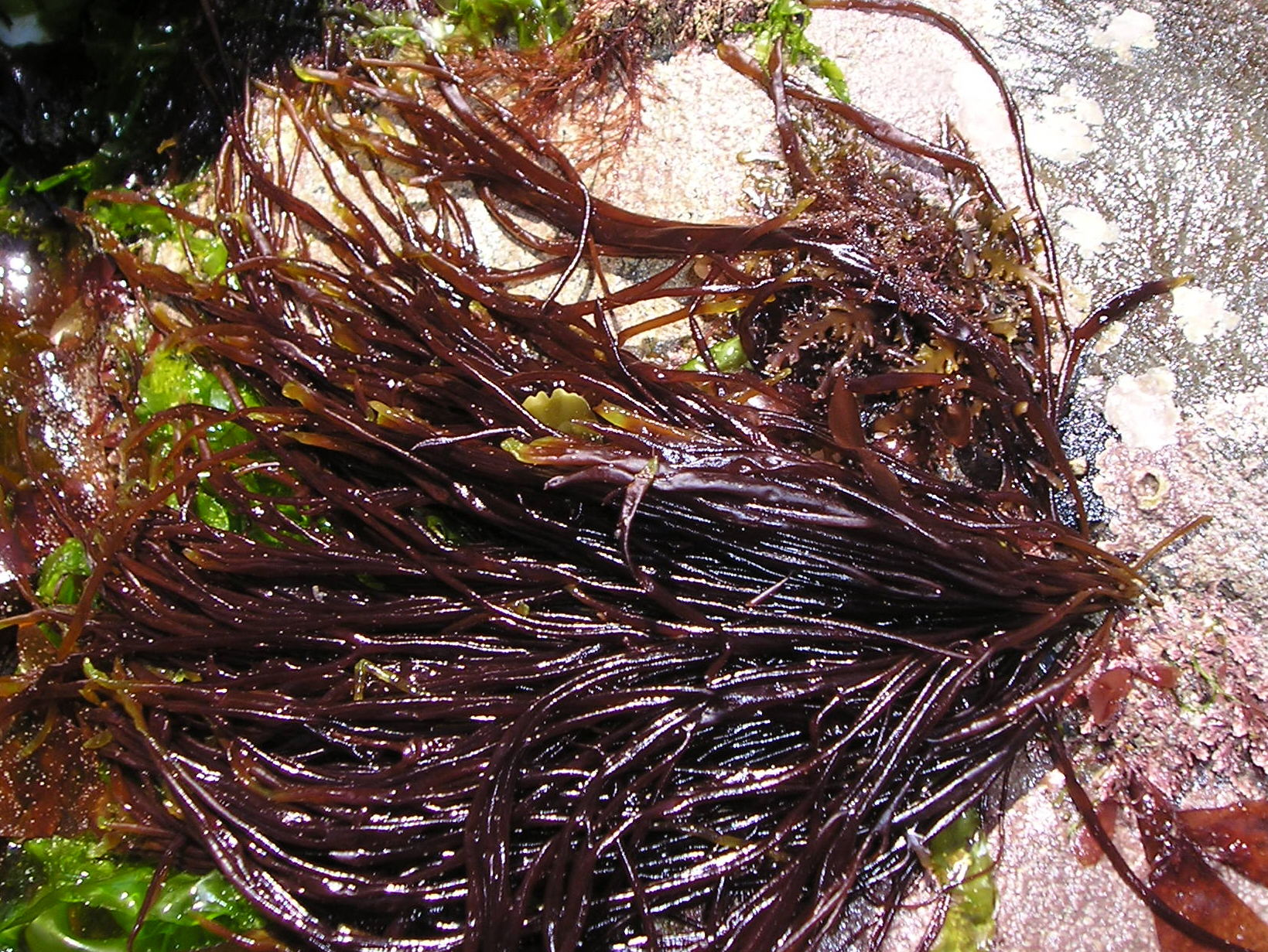
Scytosiphon lomentaria, Scytosiphonaceae

- Acinetosporaceae G.Hamel ex J.Feldmann, mit 8 Gattungen und etwa 78 Arten:
  - Acinetospora Bornet, mit 2 Arten
  - Feldmannia G.Hamel, mit 25 Arten, Viren Feldmannia species virus (FLSV), Feldmannia species virus a (FsV-a), Feldmannia irregularis virus a (FirrV-a), alle Gattung Phaeovirus
  - Geminocarpus Skottsberg, mit 2 Arten
  - Herponema J.Agardh, mit 10 Arten
  - Hincksia J.E.Gray, mit 28 Arten, Virus Hincksia hinckiae virus a (HhV-a)
  - Internoretia Setchell & N.L.Gardner, mit der einzigen Art Internoretia fryeana Setchell & N.L.Gardner
  - Pogotrichum Reinke, mit 3 Arten
  - Pylaiella Bory de Saint-Vincent (alias Pilayella),[2] mit 7 Arten, Virus Pilayella littoralis virus 1 (PIV-1)
- Adenocystaceae F.Rousseau, B.de Reviers, M.-C.Leclerc, A.Asensi, & R.Delépine, mit 4 Gattungen und etwa 6 Arten:
  - Adenocystis J.D.Hooker & Harvey, mit 3 Arten
  - Caepidium J.Agardh, mit der einzigen Art Caepidium antarcticum J.Agardh
  - Chordariopsis Kylin, mit der einzigen Art Chordariopsis capensis (C.Agardh) Kylin
  - Utriculidium Skottsberg, mit der einzigen Art Utriculidium durvillei Skottsberg
- Chordariaceae R.K.Greville, mit über 100 Gattungen und etwa 470 Arten, unter anderem:
  - Chordaria C.Agardh, mit 8 Arten
  - Cladosiphon Kützing, mit 13 Arten
  - Compsonema Kuckuck, mit 16 Arten
  - Dictyosiphon Greville, mit 8 Arten
  - Elachista Duby, mit 24 Arten
  - Hecatonema Sauvageau, mit 12 Arten
  - Leathesia S.F.Gray, mit 13 Arten
  - Leptonematella P.C.Silva, mit 2 Arten
  - Myriactula Kuntze, mit 27 Arten
  - Myriogloea P.Kuckuck ex F.Oltmanns, mit 10 Arten
  - Myriotrichia Harvey 1834, mit 11 Arten,[3] Virus Myriotrichia clavaeformis virus a (McV-a)
  - Myrionema Greville, mit 29 Arten
  - Nemacystus, mit 8 Arten
  - Punctaria Greville, mit 21 Arten
  - Stictyosiphon Kützing, mit 9 Arten
  - Streblonema Derbès & Solier, mit 50 Arten
  - sowie zahlreichen weiteren Gattungen
- Ectocarpaceae C.Agardh, mit 7 Gattungen und etwa 82 Arten:
  - Ectocarpus Lyngbye, mit 75 Arten
  - Epinema P.J.L.Dangeard, mit der einzigen Art Epinema rhizoclonii P.J.L.Dangeard
  - Kuckuckia G.Hamel, mit 2 Arten
  - Pleurocladia A.Braun, mit 2 Arten
  - Rotiramulus R.X.Luan, mit der einzigen Art Rotiramulus pilifer R.X.Luan
  - Spongonema Kützing, mit der einzigen Art Spongonema tomentosum (Hudson) Kützing
  - Xanthosiphonia J.Agardh, mit 2 Arten
- Myrionemataceae Nägeli, mit 2 Gattungen und 2 Arten:
  - Asterotrichia Zanardini, mit der einzigen Art Asterotrichia ulvicola Zanardini
  - Stegastrum Reinsch, mit der einzigen Art Stegastrum porphyrae Reinsch
- Petrospongiaceae Racault et al., mit der einzigen Gattung:
  - Petrospongium Nägeli ex Kützing, mit 3 Arten
- Scytosiphonaceae Farlow, mit 14 Gattungen und etwa 54 Arten:
  - Chnoospora J.Agardh, mit 4 Arten
  - Colpomenia (Endlicher) Derbès & Solier, mit 12 Arten
  - Endarachne J.Agardh, mit der einzigen Art Endarachne biswasiana P.Anand
  - Endopleura Hollenberg, mit der einzigen Art Endopleura aurea Hollenberg
  - Eoclathrus Squinabol, mit der einzigen Art Eoclathrus fenestratus Squinabol
  - Hapterophycus Setchell & N.L.Gardner, mit 3 Arten
  - Hydroclathrus Bory de Saint-Vincent, mit 4 Arten
  - Iyengaria Børgesen, mit 2 Arten
  - Jolyna S.M.P.B.Guimarães, mit 2 Arten
  - Petalonia Derbès & Solier, mit 6 Arten
  - Rosenvingea Børgesen, mit 7 Arten
  - Scytosiphon C.Agardh, mit 7 Arten
  - Stragularia Strömfelt, mit 3 Arten
  - Symphyocarpus Rosenvinge, mit der einzigen Art Symphyocarpus strangulans Rosenvinge

Einige weit verbreitete Gattungen sind:
- Adenocystis
- Asterocladon
- Asteronema
- Chordaria
- Ectocarpus
- Scytosiphon